# منطق مؤسسي
المنطق المُؤَسَّسي (بالإنجليزية: Institutional logic)‏ هو مفهوم أساسي في النظرية الاجتماعية والدراسات التنظيمية، وهو يركز على كيفية تشكيل أنظمة المعتقدات الأوسع نطاقًا معرفه وسلوك الجهات الممثلة.
عرّف فريدلاند وألفورد (1991) المؤسسات بأنها «كلا من نموذج النشاط فوق التنظيمية التي يقوم الأفراد والمنظمات بإنتاج وإعادة إنتاج معيشتهم المادية وتنظيم الوقت والمكان. كما أنها أنظمة رمزية، وكيفيه ترتيب الواقع، مما يجعل تجربة الزمن والفضاء ذو هدف». يعرّف ثورنتون وأوكاسيو (1999: 804) المنطق المؤسسي بأنه «النماذج التاريخية المبنية اجتماعيا للممارسات المادية، والافتراضات، والقيم، والمعتقدات، والقواعد التي ينتج بها الأفراد معيشتهم المادية ويعيد إنتاجها، وتنظيم الوقت والفضاء، وتوفير معنى لواقعهم الاجتماعي».

## نظرة عامة
بالتركيز على ظواهر المجتمع الكلي، حدد فريدلاند وألفورد (1991: 232) العديد من المؤسسات الرئيسية: السوق الرأسمالية، الدولة البيروقراطية، الديمقراطية، الأسرة النووية، والمسيحية التي يسترشد كل منها بمنطق مؤسسي متميز. قام ثورنتون (2004) بتنقيح برنامج فريدلاند وألفورد (1991) بين المؤسسات ستة أوامر مؤسسية، أي السوق، والشركة، والمهن، والدولة، والأسرة، والأديان. في الآونة الأخيرة، أضاف ثورنتون وأوكاسيو ولونسبري (2012)، بشكل أكثر اكتمالا من منظور المنطق المؤسسي، المجتمع باعتباره نظام عالمي رئيسي آخر. هذه المراجعة لمجموعة مجردة نظريا ومتميزة تحليليا من أنواع مثالية يجعلها مفيدة لدراسة منطق متعددة في الصراع والتوافق، وتهجين المنطق، والمؤسسات في أجزاء أخرى من المجتمع والعالم. أثناء البناء على مخطط فريدلاند وألفورد، تعالج المراجعة الالتباس الناتج عن دمج القطاعات المؤسسية بالإيديولوجية (الديمقراطية) ووسائل التنظيم (البيروقراطية)، وهي متغيرات يمكن أن تكون مميزة لعدة قطاعات مؤسسية مختلفة. يستبعد المنطق المؤسسي للمسيحية الأديان الأخرى في الولايات المتحدة والأديان الأخرى المهيمنة في أجزاء أخرى من العالم. ناقش ثورنتون وأوكاسيو (2008) أهمية عدم الخلط بين الأنواع المثالية للنظام المشترك بين المؤسسات مع وصف للملاحظات التجريبية في دراسة - أي استخدام الأنواع المثالية كنظرية وصفية وطريقة للتحليل.

## مؤسسية جديدة
بدأ المنظرون التنظيميون العاملون في إطار المؤسسية الجديدة (انظر أيضًا النظرية المؤسسية) في تطوير مفهوم المنطق العالمي من خلال اختباره تجريبياً. يؤكد أحد المتغيرات على كيف يمكن للمنطق أن يركز انتباه صانعي القرار الرئيسيين على مجموعة معينة من القضايا والحلول (Ocasio، 1997)، مما يؤدي إلى قرارات ثابته مع المنطق (Thornton،2002). ركزت قدر لا بأس به من الأبحاث حول المنطق على أهمية المنطق السائد والتحولات من منطق إلى آخر (على سبيل المثال، Lounsbury، 2002؛ Thornton، 2002؛Suddaby & Greenwood، 2005). أظهر هافمان وراو عام 1997 كيف مكّن ظهور الفكر التقدمي من حدوث تحول في الأشكال التنظيمية للمدخرات والقروض في الولايات المتحدة في أوائل القرن العشرين. سكوت وآخرون. (2000) بالتفصيل كيف أدى التحولات المنطقية في الرعاية الصحية إلى تثمين مختلف الجهات الفاعلة والسلوكيات وهياكل الحكم. حلل ثورنتون وأوكاسيو عام 1999 كيف أدى التغيير من منطق المهنية إلى منطق السوق في نشر التعليم العالي في الولايات المتحدة إلى تغييرات طبيعية في كيفية تنفيذ الخلافة التنفيذية.
بينما ركزت الأعمال السابقة كثيرًا على الغموض الناتج عن المنطق المؤسسي المتعدد والمتضارب، على مستويات تحليل المجتمع والأدوار الفردية، ناقش فريدلاند وألفورد (1991: 248-255) نظريات منطقية متعددة ومتنافسة المستوى الكلي للتحليل. تعمل الأبحاث التجريبية الحديثة، المستوحاة من أعمال بورديو، على تطوير نهج أكثر تعددية من خلال التركيز على منطقين متنافسين مختلفين ومسابقة المعنى. من خلال التركيز على كيفية تأليف بعض الحقول من منطقات متعددة، وبالتالي، أشكال متعددة من العقلانية القائمة على المؤسسات، يمكن للمحللين المؤسسيين تقديم رؤية جديدة حول الاختلاف في الممارسة وديناميكيات الممارسة. يمكن أن تخلق المنطقات المتعددة التنوع في الممارسة العملية من خلال تمكين التنوع في التوجيه المعرفي والاعتراض على الممارسات المناسبة. نتيجة لذلك، يمكن أن يؤدي التعدد إلى غموض هائل، مما يؤدي إلى مزج المنطق، وإنشاء منطق جديد، واستمرار ظهور متغيرات جديدة في الممارسة. أظهر ثورنتون، جونز، وكوري (2005) كيف أن المنطق المتنافس قد لا يحل أبداً ولكن يتقاسم مساحة السوق كما في حالة الخدمات المعمارية.
لقد وثقت الأبحاث الحديثة أيضًا التعايش أو التعارض المحتمل لمنطقيات متعددة داخل منظمات معينة. على سبيل المثال، وصف زيلبر (2002) العواقب التنظيمية للتحول من منطق إلى آخر داخل مركز أزمات إسرائيلي للاغتصاب، حيث أعاد أعضاء المنظمة الجدد تشكيل المركز وممارساته لتعكس منطقًا مهيمنًا جديدًا قاموا به في منظمة. وثّق تيلسيك (2010) تحولًا في المنطق في وكالة حكومية ما بعد الشيوعية، واصفًا تعارضًا بين الحرس القديم للوكالة (حاملين لمنطق بيروقراطيات الدولة الشيوعية) وحارسها الجديد (حاملو منطق السوق). من الواضح أن هذه الدراسة توضح أن الجهود التي تبذلها مجموعة داخل المنظمة لمقاومة منطق معين قد تفتح في الواقع باب المنظمة أمام ناقلي ذلك المنطق ذاته. درس المندوز (2012) مدى تماسك فرق تأسيس البنوك المحلية الجديدة في منطق المجتمع أو المنطق المالي، وربط المنطق المؤسسي بتأسيس مشروع مصرفي جديد ونجاح ريادة الأعمال. كما توضح هذه الدراسات، يقدم منظور المنطق المؤسسي رؤى قيمة في العمليات الهامة داخل المنظمة التي تؤثر على الممارسات التنظيمية والتغيير والنجاح. تمثل هذه الدراسات محاولة لفهم التعقيد المؤسسي بسبب المنطق المتضارب أو غير المتسق داخل منظمات معينة، وهو الموقف الذي قد ينتج عن دخول أعضاء جدد في المنظمة أو وضع طبقات أو («ترسيب») بصمات تنظيمية جديدة على القديم منها بمرور الوقت.

## قراءات إضافية
- Boltanski, Luc and Laurent Thevenot ([1986] 1991). On Justification Economies of Worth. Princeton, NJ: Princeton University Press.
- Friedland, Roger, and Robert R. Alford. 1991. Bringing Society Back in: Symbols, Practices, and Institutional Contradictions. pp. 232–266 in The New Institutionalism in Organizational Analysis, edited by Walter W. Powell and Paul J. DiMaggio. Chicago: University of Chicago Press.
- Gillett, Alex G., and Kevin D. Tennent. 2018. Shadow hybridity and the institutional logic of professional sport: Perpetuating a sporting business in times of rapid social and economic change. Journal of Management History 24.2: 228-259: https://www.emeraldinsight.com/doi/abs/10.1108/JMH-11-2017-0060
- Haveman, Heather A., and Hayagreeva Rao. 1997. Structuring a Theory of Moral Sentiments: Institutional and Organizational Coevolution in the Early Thrift Industry. American Journal of Sociology 102: 1606-1651.
- Lounsbury, Michael. 2001. Institutional Sources of Practice Variation: Staffing College and University Recycling Programs. Administrative Science Quarterly, 46: 29-56.
- Lounsbury, Michael. 2002. Institutional Transformation and Status Mobility: The Professionalization of the Field of Finance. Academy of Management Journal, 45: 255-266.
- Lounsbury, Michael. 2007. A Tale of Two Cities: Competing Logics and Practice Variation in the Professionalizing of Mutual Funds. Academy of Management Journal, 50: 289-307
- Lounsbury, Michael & Ellen T. Crumley. 2007. New Practice Creation: An Institutional Approach to Innovation. Organization Studies, 28: 993-1012.
- Lounsbury, Michael & Eva Boxenbaum (Eds.) 2013. Institutional Logics in Action, Volumes 39 a and b of Research in the Sociology of Organizations.
- Marquis, Chris & Lounsbury, Michael. 2007. Vive la Résistance: Competing Logics in the Consolidation of Community Banking. Academy of Management Journal, 50: 799-820.
- Ocasio W. 1997. Towards an Attention-Based View of the Firm. Strategic Management Journal, 18:187-206.
- Schneiberg, Marc. 2007 ‘What’s on the Path? Path dependence, organizational diversity and the problem of institutional change in the U.S. economy, 1900-1950’. Socio-Economic Review 5: 47-80.
- Scott, W Richard, Martin Ruef, Peter Mendel, and Carol Caronna. 2000. Institutional Change and Healthcare Organizations: From Professional Dominance to Managed Care. Chicago: University of Chicago Press.
- Suddaby, R. and R. Greenwood. 2005. Rhetorical strategies of legitimacy. Administrative Science Quarterly, 50(1): 35-67.
- Thornton, Patricia H., and William Ocasio. 1999. Institutional Logics and the Historical Contingency of Power in Organizations: Executive Succession in the Higher Education Publishing Industry, 1958-1990. American Journal of Sociology 105: 801-843.
- Thornton, P.H. 2002. The Rise of the Corporation in a Craft Industry: Conflict and Conformity in Institutional Logics. Academy of Management Journal, 45: 81-101.
- Thornton, P.H. 2004. Markets from Culture: Institutional Logics and Organizational Decisions in Higher Education Publishing. Stanford, CA: Stanford University Press.
- Thornton, Patricia, Candace Jones, and Kenneth Kury 2005. “Institutional Logics and Institutional Change: Transformation in Accounting, Architecture, and Publishing, in Candace Jones and Patricia H. Thornton (eds.) Research in the Sociology of Organizations, London: JAI.
- Thornton, Patricia H. and William Ocasio (2008). “Institutional Logics,” in Royston Greenwood, Christine Oliver, Kerstin Sahlin and Roy Suddaby (eds.) Handbook of Organizational Institutionalism, CA: Sage.
- Thornton, Patricia H., William Ocasio, and Michael Lounsbury (2012). The Institutional Logics Perspective: A New Approach to Culture, Structure and Process. Oxford, UK: Oxford University Press.